# Kanokphong Songsomphan
Kanokphong Songsomphan (thaï : กนกพงศ์ สงสมพันธุ์), né le 9 février 1966 dans le sud de la Thaïlande et mort en février 2006, est un écrivain thaïlandais.
Il reçoit en 1996 le prix des écrivains de l'Asie du Sud-Est (S.E.A. Award) pour son recueil de nouvelles แผ่นดินอื่น (RTGS: Phaendin Uen ; litt. Une autre terre). Ses œuvres sont traduites en anglais, japonais et français.

## Biographie
Kanokphong Songsomphan est né en 1966 dans le sud profond de la Thaïlande, dans la province de Phattalung, sur la péninsule malaise. De santé fragile, il décède à l'âge de 40 ans en 2006 d'une infection pulmonaire.
Son amie Urada Covin (thaï : อุรุดา โควินท์) écrit et publie en 2017 son livre หยดน้ำหวานในหยาดน้ำตา (Yot Namwan Nai Yard Namta) , ouvrage où elle relate sa relation avec Kanokphong,.

## Nouvelle traduite en français
- Priya บ้านเกิด (litt. La maison natale), texte bilingue français-thaï, trad. Marcel Barang, Éditions Gope, mars 2016, 154 pages,  (ISBN 979-10-91328-34-0)